# Arroyo de San Zadornil
Arroyo de San Zadornil es una localidad del municipio burgalés de Jurisdicción de San Zadornil, en la Comunidad Autónoma de Castilla y León (España). 
La iglesia está dedicada a santa María.

## Localidades limítrofes
Confina con las siguientes localidades:
- Al norte con Tobillas y Corro (ambos de la provincia de Álava).
- Al este con San Millán de San Zadornil.
- Al sureste con San Zadornil.
- Al suroeste con Villafría de San Zadornil.
- Al noroeste con Lalastra (de la provincia de Álava).

## Demografía
Evolución de la población
| Gráfica de evolución demográfica de Arroyo de San Zadornil entre 2000 y 2017 |
|                                                                              |
| Población de derecho (2000-2017) según el padrón municipal del INE           |

## Historia
Así se describe a Arroyo de San Zadornil en el tomo III del Diccionario geográfico-estadístico-histórico de España y sus posesiones de Ultramar, obra impulsada por Pascual Madoz a mediados del siglo XIX:

Lugar en la provincia, audiencia territorial, capitanía general y diócesis de Burgos, partido judicial de Villarcayo, ayuntamiento de San Zadornín; Situado parte en cuesta y parte en llano, y rodeadas ambas por la sierra de Erran al N, S y O; sin embargo disfruta de buena ventilación y clima frío, pero saludable. Tiene 50 casas de 15 a 24 pies de elevación, algunas con piso alto, distribuidas en calles mal empedradas y sucias; 1 fuente de buenas aguas, de la cual se surten los vecinos; y 1 iglesia parroquial bajo la advocación de Nuestra Señora, servida por 1 cura párroco, cuya vacante provee el diocesano en patrimoniales; el cementerio ocupa un sitio bien ventilado. Confina el término por el N con el de Tobillas de Álava, por el E con el de San Zadornín, por el S con el de Villafría, y por el O con el de Valderejo, también de Álava; 1 pequeño arroyo corre por el lado del N, cuyas aguas se aprovechan en el riego de las huertas, facilitando su paso un puente de madera. El terreno es bastante fuerte en general, y se divide en 3 suertes; de la primera hay 60 fanegas, de la segunda 70, y de la tercera 90; en el monte abundan los pinos, robles, hayas y castaños que dan maderas útiles para la construcción de edificios, de los cuales sacan los habitantes considerables ventajas. Los caminos son locales; Producciones: trigo, centeno, maíz, judías, garbanzos, titos, habas, patatas, manzanas, ciruelas y nueces; faltan granos para el consumo, y se compran en Orduña; cría ganado lanar, cabrío, vacuno, caballar y mular; abundan las perdices y las liebres, y se encuentran entre las espesuras jabalíes, zorros y lobos. Comercio: venta de ganados y compra de granos, aceite, vino y ropa. Población: 14 vecinos, 52 almas. Capital productivo: 232.810 reales. Imponible: 21.723.
Diccionario geográfico-estadístico-histórico de España y sus posesiones de Ultramar